# Nicholas Teo
Nicholas Teo (Chinees: 張棟樑; Kuching (Maleisië), 29 november 1981) is een Chinees-Maleisisch Mando-popzanger en acteur. Hij werd vooral bekend door zijn hoofdrol in de Taiwanese romcom Smiling Pasta.
Tijdens zijn studies in Taiwan won Nicholas Teo een zangwedstrijd voor universiteitsstudenten en werd hij gevraagd om back-upzanger te worden, maar hij ging daar niet op in. Zonder zijn studies af te maken, besloot Teo terug te keren naar Maleisië, waar hij in 2002 meedeed aan een zangwedstrijd van Astro Television en met het lied 黃昏 (Huáng Hūn) de eerste plaats behaalde. In 2003 kreeg hij een contract bij het Taiwanese label Music Street.
Op 18 juni 2004 bracht Teo zijn eerste album uit, genaamd '1st Choice Nicholas' ('首選張棟樑'). In 2006 vertolkte hij de hoofdrol van He Qun (何群) in Smiling Pasta, waaraan hij de bijnaam 'the Smiling Prince' overhield. In datzelfde jaar won hij de 2006 Hito Newcomer Award in Taiwan en zong hij de eindgeneriek van Rhapsody In Blue. In 2008 trok hij naar Maleisië, Singapore en Indonesië met zijn From Now On Concert Tour en was hij te zien als Sun Wu Di (孫無敵) in Wu Di Shan Bao Mei.
In 2012 besloot hij zich even terug te trekken uit de muziekwereld, omdat hij 'alles wou opgeven' en zich 'verschrikkelijk ongelukkig' voelde. Na drie jaar, waarin hij ging studeren in New York, maakte hij in 2015 zijn comeback. In 2019 speelde hij Cheng Nuo in de Netflixserie A Thousand Goodnights. In 2022 kende zijn populariteit opnieuw een groei, dankzij de reality shows Sisters Who Make Waves en Promise of the Stars.
In 2024 was hij één van de acteurs in Memories Beyond Horizon, een Chinees sketchprogramma.

## Filmografie[1]
- 2006 - Smiling Pasta als He Qun
- 2008 - Wu Di Shan Bao Mei als Sun Wu Di
- 2010 - Chu lian hong dou bing als voorbijganger

- 2015 - Constellation Women Series: Aquarius Woman als Wan Hong-Zhi
- 2018 - I Love When You Sing to Me als Ezra
- 2018 - Wei ni xie shi als zichzelf
- 2019 - A Thousand Goodnights als Sheng Nuo
- 2022 - Sisters Who Make Waves als zichzelf [2]
- 2022 - Promise of the Stars als zichzelf [2]
- 2024 - Memories Beyond Horizon [4]

- International Standard Name Identifier: 0000 0003 6024 937X
- Library of Congress Control Number: no2011183576
- MusicBrainz: 5fd9a888-0de3-4da3-889f-40a0d5378699
- Nederlandse Thesaurus van Auteursnamen: 338919287
- Virtual International Authority File: 220530495